# Brachystegia bakeriana
Brachystegia bakeriana là một loài rau đậu thuộc họ Fabaceae.
Loài này có ở Angola và Zambia.
Chúng hiện đang bị đe dọa vì mất nơi sống.